# ألبرت ريفيرا
ألبرت ريفيرا (بالكتالونية: Albert Rivera) هو سياسي إسباني، ولد في 15 نوفمبر 1979 في برشلونة في إسبانيا. حزبياً، نشط في المواطنون (حزب سياسي إسباني) (2006 – ).

## مناصب
- في الانتخابات البرلمانية الكاتالونية 2012 [الإنجليزية]‏، انتخب عضو البرلمان الكاتالوني ‏ عن دائرة برشلونة [الإنجليزية]‏ وقد انضم خلال فترته النيابية  [لغات أخرى]‏ (17 ديسمبر 2012 – 4 أغسطس 2015)  للكتلة البرلمانية Citizens Group of the Parliament of Catalonia ‏.
- في الانتخابات البرلمانية الكاتالونية 2010 [الإنجليزية]‏، انتخب عضو البرلمان الكاتالوني ‏ عن دائرة برشلونة [الإنجليزية]‏ وقد انضم خلال فترته النيابية  [لغات أخرى]‏ (16 ديسمبر 2010 – 2 أكتوبر 2012)  للكتلة البرلمانية Citizens Subgroup of the Parliament of Catalonia ‏.
- في الانتخابات العامة الإسبانية 2016 [الإنجليزية]‏، انتخب عضو مجلس النواب الإسباني  [لغات أخرى]‏ عن دائرة مدريد [الإنجليزية]‏ خلال فترته النيابية  [لغات أخرى]‏ (7 يوليو 2016 – ).
- في الانتخابات العامة الإسبانية 2015 [الإنجليزية]‏، انتخب عضو مجلس النواب الإسباني  [لغات أخرى]‏ عن دائرة مدريد [الإنجليزية]‏ خلال فترته النيابية  [لغات أخرى]‏ (7 يناير 2016 – 19 يوليو 2016).
- في الانتخابات البرلمانية الكاتالونية 2006 [الإنجليزية]‏، انتخب عضو البرلمان الكاتالوني ‏ عن دائرة برشلونة [الإنجليزية]‏ وقد انضم خلال فترته النيابية  [لغات أخرى]‏ (17 نوفمبر 2006 – 5 أكتوبر 2010)  للكتلة البرلمانية Mixed Group ‏.

## وصلات خارجية
- ألبرت ريفيرا على موقع IMDb (الإنجليزية)
- ألبرت ريفيرا على موقع مونزينجر (الألمانية)
- ألبرت ريفيرا على موقع قاعدة بيانات الفيلم (الإنجليزية)